# Matiranga
Matiranga è un sottodistretto (upazila) del Bangladesh situato nel distretto di Khagrachhari, divisione di Chittagong. Si estende su una superficie di  495,39 km² e conta una popolazione di  71.949 abitanti (dato censimento 1991).